# Wacken
Wacken är en kommun och ort i Kreis Steinburg i förbundslandet Schleswig-Holstein i Tyskland.
Kommunen ingår i kommunalförbundet Amt Schenefeld tillsammans med ytterligare 21 kommuner.
Wacken Open Air är en årlig heavy metal-festival i Wacken som pågått sedan 1990.